# Sørum
Sørum es un municipio de la provincia de Akershus en la región de Østlandet, Noruega. A 1 de enero de 2018 tenía una población estimada de 17 980 habitantes. Se encuentra ubicado al sureste del país, a poca distancia al norte de Oslo, al oeste de la frontera con Suecia, y junto al lago Mjøsa y el río Glomma.
Es el lugar de nacimiento del saltador de esquí Marius Lindvik (1998-).